# Американская пятёрка
Американская пятёрка (англ. American Five) — собирательное название, применяемое некоторыми авторами к американским композиторам-модернистам: Чарльзу Айвзу, Джону Дж. Беккеру, Уоллингфорду Риггеру, Генри Коуэллу и Карлу Рагглсу.
Эти авторы были известны своими модернистскими и часто диссонирующими композициями, которые отошли от европейских композиционных стилей с целью создания неповторимого и самобытного американского стиля.
Название было придумано в подражание группе русских композиторов под названием «Пятёрка» («Могучая кучка») и французской «Шестёрке».

## История
Происхождение термина «Американская пятёрка» достоверно неясно. Несмотря на то, что некоторые из пяти композиторов были между собой знакомы, они никогда не позиционировали себя как группу. По словам Дона К. Гиллеспи, «первое использование фразы [„американская пятерка“], по-видимому, было сделано композитором Джоном Дауни в 1962 году, через год после смерти Беккера». Однако Стюарт Федер указывает на Гиллеспи, говоря, что именно он назвал их впервые «американской пятеркой». В свое время Гилберт Чейз утверждал, что Гиллеспи, «ведущий авторитет по Беккеру», рассматривает Беккера как первого человека, который обнародовал теорию «группы Айвза» или «Американской пятерки», как её сейчас принято называть.
Историк музыки Ричард Тарускин отмечает, что группа композиторов, включая Беккера, Риггера и Рагглса, а также Дэйна Рудьяра и Рут Кроуфорд Сигер, стала ассоциироваться с Коуэллом в период, когда он издавался в журнале «The New Music Quarterly» (1927—1936), который финансировался Айвзом.
Тарускин (который не использует термин «американская пятерка» в своем исследовании) комментирует это тем, что «члены [данной группы] разделяли как техническую ориентацию, так и выразительную цель, которая, как и у Айвза, может быть обобщена трансцендентальным максимализмом».

## Участники
- Айвз, Чарлз (20 октября 1874 — 19 мая 1954)
- Беккер, Джон (22 января 1886 — 21 января 1961)
- Риггер, Уоллингфорд (29 апреля 1885 — 2 апреля 1961)
- Коуэлл, Генри (11 марта 1897 — 10 декабря 1965)
- Рагглз, Карл (11 марта 1876 года — 24 октября 1971 года)